# Futebol na Universíada de Verão de 1991

## Quadro de medalhas
| Ordem | País              | Medalha de ouro | Medalha de prata | Medalha de bronze |   |
| ----- | ----------------- | --------------- | ---------------- | ----------------- | - |
| 1     | KOR Coreia do Sul | 1               |                  |                   | 1 |
| 2     | NED Países Baixos |                 | 1                |                   | 1 |
| 3     | GBR Grã-Bretanha  |                 |                  | 1                 | 1 |